# Sévère
Pour les articles homonymes, voir Sévère (homonymie).
Sévère, ou Flavius Valerius Severus, parfois Sévère II, est un empereur romain du 25 juillet 306 à mars 307.

## Biographie
Sévère est originaire de Pannonie ou de Dalmatie, c'est un officier et compagnon de Galère.
En mai 305, lorsque Dioclétien et Maximien Hercule abdiquent, Galère fait proclamer Sévère comme César de l'Auguste Constance Chlore, dont il prend le nomen Flavius Valerius. Sévère est chargé de l’administration de l'Afrique, de l'Italie et de l'Illyrie.
La mort soudaine de Constance Chlore en juillet 306 fait évoluer la tétrarchie mise en place : Sévère devient Auguste, mais il doit donner le titre de César à Constantin Ier, qui a été proclamé en Bretagne par les troupes de son père Constance Chlore.
Le mécanisme de la tétrarchie se dérègle en octobre 306 lorsque Maxence, fils de Maximien Hercule, prend le pouvoir en Italie, avec l'aide de la Garde prétorienne de Rome et l'appui de son père. Sévère marche contre Maxence, mais ses troupes ont servi auparavant sous le commandement de Maximien Hercule. Elles refusent donc de combattre son fils et se rallient à Maxence,.
Sévère s'enferme à Ravenne, où Maximien l'assiège en vain car la place est bien défendue, puis négocie sa sortie contre la vie sauve et son retour à Rome pour négocier avec Maxence. Selon l'historien Zosime, Sévère aurait été capturé dans une embuscade tendue par Maxence et étranglé au lieu dit les Trois-Tavernes, au printemps 307,. Moins précis, Eutrope et le pseudo Aurelius Victor rapportent que Sévère fut tué à Ravenne. Maxence fit ensuite marteler le nom de Flavius Sévère sur des inscriptions, comme le milliaire d'Antibes,.
La mise en concurrence par les armées puis l'élimination de Sévère au profit de Constantin et Maxence montrait les failles du système de succession dans la tétrarchie, les armées préférant la filiation naturelle à la cooptation et l'adoption imposée par l'auguste Galère.

## Noms successifs
- 305 : reçoit le titre de César : Flavius Valerius Severus Nobilissimus Cæsar.
- 306 : reçoit le titre d'Auguste : Imperator Cæsar Flavius Valerius Severus Pius Felix Invictus Augustus.
- 307 : titulature à sa mort : Imperator Cæsar Flavius Valerius Severus Pius Felix Invictus Augustus Tribuniciæ Potestati III, Imperator I, Consul I.